# Qobād Kandī
Qobād Kandī (persiska: قباد كندی) är en ort i Iran.   Den ligger i provinsen Ardabil, i den nordvästra delen av landet, 500 km nordväst om huvudstaden Teheran. Qobād Kandī ligger 783 meter över havet och antalet invånare är 112.
Terrängen runt Qobād Kandī är kuperad, och sluttar norrut. Runt Qobād Kandī är det ganska glesbefolkat, med 35 invånare per kvadratkilometer. Närmaste större samhälle är Kūrāmālū, 14,6 km söder om Qobād Kandī. Trakten runt Qobād Kandī består till största delen av jordbruksmark.